# Margit Otto-Crépin
Margit Otto-Crépin (Saarbrücken, 9 febbraio 1945 – Amburgo, 19 aprile 2020) è stata una cavallerizza francese, specializzata in dressage, vincitrice di una medaglia d'argento ai Giochi olimpici di Seul 1988 con il cavallo holstein Corlandus.
Margit Otto-Crépin è morta nel 2020 dopo una lunga malattia.

## Palmarès
| Anno | Manifestazione  | Sede              | Evento            | Risultato | Prestazione | Note |
| ---- | --------------- | ----------------- | ----------------- | --------- | ----------- | ---- |
| 1984 | Giochi olimpici | Los Angeles       | Dressage          | 18º       | 1.512       |      |
| 1984 | Giochi olimpici | Los Angeles       | Dressage squadre  | dnf       | dnf         |      |
| 1987 | Europei         | Goodwood          | Dressage          | Oro       | -           |      |
| 1988 | Giochi olimpici | Seul              | Dressage          | Argento   | 1.462       |      |
| 1988 | Giochi olimpici | Seul              | Dressage squadre  | 8º        | 3.832       |      |
| 1989 | Europei         | Mondorf-les-Bains | Dressage          | Argento   | -           |      |
| 1991 | Europei         | Donaueschingen    | Dressage speciale | Bronzo    | -           |      |
| 1992 | Giochi olimpici | Barcellona        | Dressage          | 19º       | 1.521       |      |
| 1992 | Giochi olimpici | Barcellona        | Dressage squadre  | 9º        | 4.463       |      |
| 1995 | Europei         | Mondorf-les-Bains | Dressage squadre  | Bronzo    | -           |      |
| 1996 | Giochi olimpici | Atlanta           | Dressage          | 7º        | 219.80      |      |
| 1996 | Giochi olimpici | Atlanta           | Dressage squadre  | 4º        | 5.045       |      |

## Coppe e meeting internazionali
1989
- Oro in Coppa del Mondo di dressage ( Göteborg), dressage.

## Coppe nazionali
- 4 volte campionessa nazionale di dressage (1980, 1981, 1988, 1989).